# Goiabeira (Minas Gerais)
Goiabeira é um município brasileiro no estado de Minas Gerais, Região Sudeste do país. Localiza-se no Vale do Rio Doce e sua população no Censo de 2022 era 2 830 habitantes, um rápido declínio ante os 3 353 habitantes estimados pelo IBGE em 2019.

## História
O nome Goiabeira origina-se de uma espécie denominada Eugenia gardneriana, da família das mirtáceas conhecida como goiabeira do mato, nativa da nossa região, produz fruto, estima-se que este nome tenha sido escolhido a partir da abundância desta espécie. 
Tem suas origens remontadas a 1929 quando os primeiros habitantes chegaram onde hoje encontra-se a sede do município. Seu primeiro nome foi Santa Helena, porém este foi mudado para Goiabeira devido a existência de outra localidade com este nome. Emancipou-se em relação a Conselheiro Pena no dia 21 de dezembro de 1995 (Lei Ordinária nº 12030, de 21/12/1995) tendo sido instalado o município no dia 1º de janeiro de 1997. 
É conhecida como "A cidade do carro de boi". Em Goiabeira realiza-se a tradicional Festa do Carreiro, conhecida em todo o Leste de Minas e até mesmo em outros estados. 
As raízes de Goiabeira estão ligadas à forte pecuária e também à agricultura que desenvolveram-se nesta região desde fins do século XIX, antes mesmo da fundação da Vila de Santa Helena, nome anterior ao nome de Goiabeira.  
Atualmente compõe o grupo de cidades que podem perder o título de município, uma vez que arrecada apenas 5,44% de receitas próprias, sendo fortemente dependente de receitas oriundas do Fundo de Participação dos Municípios (FPM).  

## Geografia
De acordo com a divisão regional vigente desde 2017, instituída pelo IBGE, o município pertence às Regiões Geográficas Intermediária e Imediata de Governador Valadares. Até então, com a vigência das divisões em microrregiões e mesorregiões, fazia parte da microrregião de Aimorés, que por sua vez estava incluída na mesorregião do Vale do Rio Doce.

### Hidrografia
O município pertence à bacia do rio Doce, sendo cortado pelo córrego do Ferrujão e rio do Eme. 

### Vegetação
Originalmente a cobertura vegetal era a Mata Atlântica, possuindo árvores de pequeno, médio e grande porte, que foi derrubada para dar lugar a plantações e pastagens. Parte considerável do município possui cobertura original e/ou recuperada.  

### Clima
- Temperatura: 
  - Média anual: 24,5 ºC
  - Média máxima anual: 29,6 ºC
  - Média mínima anual: 18,2 ºC
  - Apresenta temperatura amena no inverno com noites frias e tempo seco e temperaturas elevadas na primavera e no verão, ocorrendo chuvas na primavera, no verão e no início do outono.

- Índice médio pluviométrico anual:  1113,8 mm
- As chuvas ocorrem principalmente na primavera, verão e na primeira metade do outono. Não é incomum ocorrerem meses de janeiro com períodos de estiagem, fato que tem ocorrido com certa frequência nos últimos anos, como em 2013, 2015 e 2018. Também não é incomum ocorrer alguns episódios de chuva no mês de agosto.

- Localização: Vale do Rio Doce- Leste de Minas
- Área: 112,442 Km²

## Economia
A economia local depende primeiramente da agropecuária, que é muito expressiva no município. Em segundo plano temos a prestação de serviços, que tem desenvolvido bastante nos últimos anos. Em terceiro, a extração mineral contribui com a economia do município, baseada na exploração de granito, pedras semi-preciosas e preciosas, entre outras. 
Em meados do século passado, com a criação da Cooperativa Mista dos Produtores Rurais de Conselheiro Pena, a pecuária leiteira foi impulsionada, sendo de forte peso na economia local até os dias de hoje, tendo também sofrido influência da Barbosa e Marques S/A antes da implantação da Cooperativa de Conselheiro Pena no distrito de Goiabeira, que viria a ser décadas mais tarde município. Não muito distante, a pecuária de corte também possui um grande peso na economia do município. 
Ao longo dos últimos anos a agricultura perdeu espaço para a pecuária, principalmente pela ocorrência de secas irregulares e pela falta de avanço tecnológico e informacional nítida na região.  

## Infraestrutura

### Transporte
Rodoviário:
- Distâncias aproximadas aos principais centros (km):
- Distância até a capital 455 Km (Belo Horizonte): 455 Km (Via BR 259 e BR 381)  
  - Rio de Janeiro: 713 Km (Via BR 116 e BR 259)
  - São Paulo: 1077 Km (Via BR 116 e BR 393)
  - Brasília: 1100 Km (Via BR 259 e BR 040)
  - Vitória: 280 Km (Via BR 259)
  - Campinas 1200 Km (Via BR 116 e BR 393 e SP 330)
  - Governador Valadares: 130 Km (Via BR 259)

Ferroviário: A cidade dista 50 Km da estação de Conselheiro Pena, da EFVM (Estrada de Ferro Vitória a Minas) operada pela Vale e que conta com trens diários para as regiões de Vitória e Belo Horizonte. 